# (25746) Nickscoville
(25746) Nickscoville est un astéroïde de la ceinture principale.

## Description
(25746) Nickscoville est un astéroïde de la ceinture principale. Il fut découvert le 7 janvier 2000 à la station Anderson Mesa par LONEOS. Il présente une orbite caractérisée par un demi-grand axe de 3,10 UA, une excentricité de 0,16 et une inclinaison de 17,1° par rapport à l'écliptique.